# You're a Big Boy Now
You're a Big Boy Now (Brasil: Agora Você É Um Homem / Portugal: A Noite É Perversa) é um filme norte-americano de 1966, do gênero comédia, dirigido por Francis Ford Coppola  e estrelado por Elizabeth Hartman e Geraldine Page.